# Ljustorps kyrka
Ljustorps kyrka är en kyrkobyggnad i Rogsta. Den är församlingskyrka i Ljustorps församling i Härnösands stift.

## Kyrkobyggnaden
Första kyrkan i Ljustorp uppfördes på 1200-talet och var troligen en träkyrka. Första kända stenkyrkan i Ljustorp uppfördes omkring 1480 av munken pater Josefus som var kyrkoherde i Indal. Kyrkan var då 17 alnar lång och 10 alnar bred.
Åren 1752–1757 genomfördes en genomgripande ombyggnad då kyrkan förlängdes med 10 alnar och breddades med 5 alnar. 1836–1840 genomfördes nya ombyggnader. Då revs den fallfärdiga klockstapeln och ersattes med ett kyrktorn. Den gamla sakristian av trä revs och en ny sakristia av sten byggdes. Samtidigt byggdes en ny entré från söder.
År 1757 var kyrkbygget klart. Under byggtiden var Jonas Bredberg från Njurunda kyrkoherde. Han avled 1774 och begravdes i koret inne i kyrkan. Hans stoft flyttades i slutet av 1800-talet ut ur kyrkan och platsen för hans grav är okänd. Redan på 1600-talet fanns en klockstapel med tre klockor på berghällen väster om kyrkan. Under 1700-talet blev klockstapeln nästan fallfärdig och tanken på att bygga ett klocktorn i direkt anslutning till kyrkan växte sig starkare. Men det dröjde ända till hösten 1835 innan detta bygge kunde börja som kom att ge kyrkan den form den har idag.

## Inventarier
Bland kyrkans inventarier finns:

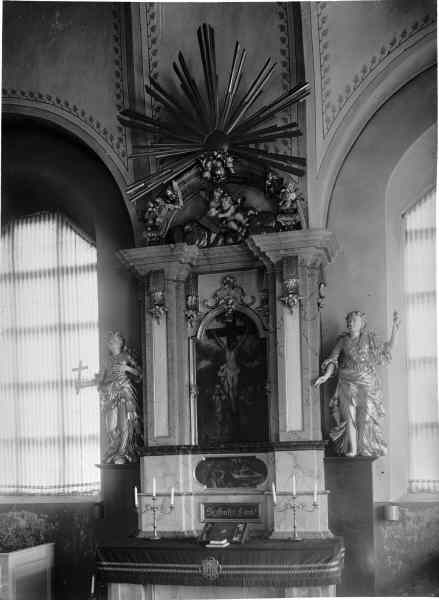
Altartavlan är målad av Anders Eklund och föreställer Nattvarden och Korsfästelsen.

- S:t Olofsskulptur från 1200-talet.
- Altarskåp från 1400-talet.
- Biskopsfigur och madonna från 1500-talet.
- Altartavlan är målad av konterfejaren Anders Eklund och föreställer Nattvarden och Korsfästelsen.[1]
- Läktarbröstet föreställer en personsvit med biblisk anknytning och även den är målad av Anders Eklund.[1]

För att minska uppvärmningskostnaderna har man under 2000-talet installerat bergvärme i Ljustorps kyrka.